# Aknaf Beit al-Maqdess
Aknaf Beit al-Maqdess (arabe : أكناف بيت المقدس) est un groupe rebelle de la guerre civile syrienne.

## Histoire
Le groupe Aknaf Beit al-Maqdess est lié au Hamas,,. Il est formé lors de la guerre civile syrienne à Yarmouk, un ancien camp de réfugiés palestiniens devenu un district de Damas,. 
En Palestine, le Hamas, allié de longue date de l'Iran, du régime syrien et du Hezbollah, revoit radicalement sa position en se rangeant du côté des rebelles syriens à partir de 2012,,,,,.
Aknaf Beit al-Maqdess est le plus important groupe palestinien de l'opposition en Syrie, il affronte à partir d'août 2012 les miliciens des Brigades Jihad Jibril du Front populaire de libération de la Palestine-Commandement général (FPLP-CG), alliés quant à eux au régime de Damas. Les rebelles prennent l'avantage et fin 2012, le FPLP-CG est chassé de Yarmouk. Cependant le quartier est ensuite bombardé puis assiégé par les troupes du régime. 
En avril 2015, le quartier de Yarmouk est assailli par plusieurs centaines de djihadistes de l'État islamique. Les combattants d'Aknaf Beit al-Maqdess perdent le contrôle de la majeure partie du camp et ne tiennent plus que quelques zones au nord et à l'est.
En 2017, les défaites de la rébellion syrienne et la réduction du soutien de Téhéran pousse le Hamas à délaisser la Syrie pour renouer avec l'Iran.